# Ánna Avraméa
Ánna Avraméa, aussi connue comme Ánna Katsantóni, (en grec moderne : Άννα Αβραμέα (Ánna Avraméa) ou Άννα Κατσαντώνη (Ánna Katsantóni)), née le 7 septembre 1934 à Komotiní et morte en 2008, est une chercheuse, géographe et byzantiniste grecque.

## Biographie
Elle naît le 7 septembre 1934 à Komotiní. Son nom de naissance est Katsantóni. Avraméa suit ses études dans un lycée de jeunes femmes à Athènes, puis s'inscrit à l'Université capodistrienne d'Athènes et y suit les cours d'histoire et d'archéologie. Elle sort diplômée de l'Université en 1957, avant de se rendre en France, à Paris, pour poursuivre ses études à l'EPHE sous la direction de Paul Lemerle en géographie historique et au Collège de France.
La chercheuse enseigne ensuite, entre 1964 et 1969, à l'Université Panteion, avant d'être renvoyée sous la dictature des colonels. Elle passe ensuite sa thèse, intitulée « La Thessalie byzantine jusqu'en 1204. Une contribution à la géographie historique » et commence à enseigner à l'Université de Crète, poste qu'elle conserve jusqu'à sa retraite, en 2002, lorsqu'elle devient professeure émérite de l'Université. Elle épouse aussi Paul Avraméas, dont elle prend le nom. Ánna Avraméa s'intéresse particulièrement à la Thessalie byzantine et ottomane mais étudie largement toute la Grèce byzantine, dès le Haut Moyen Âge,. En 1999, elle participe à la dix-huitième conférence internationale de cartographie, à Athènes. Elle se concentre aussi sur les figures issues de classes défavorisées et les traces archéologiques laissées par ces classes.
Elle meurt en 2008, son époux accomplit ses dernières volontés et donne en son nom ses archives et sa bibliothèque à l'Université de Crète.